# Gerhard Kunze (Pastor)
Gerhard Kunze (* 29. Juli 1892 in Hartenstein (Sachsen); † 25. Oktober 1954 in Hofgeismar) war ein deutscher evangelisch-lutherischer Pastor und Liturgiewissenschaftler.

## Biografie
Kunze war der Sohn des Lehrers und Organisten Anton Kunze und seiner Frau Emilie in Hartenstein (Erzgebirge). Er besuchte die Volksschule und dann das humanistische Gymnasium in Schneeberg. Ab Sommersemester 1911 studierte er Germanistik und Theologie an der Universität Jena, wo er Mitglied der Sängerschaft zu St. Pauli Jena wurde. Der Erste Weltkrieg, an dem er als Offizier teilnahm, unterbrach ab 1914 sein Studium. Im Feld bildete er einen „Kompagniegesangverein“, der in Kampfpausen auftrat. 1918 setzte er sein Studium an der Universität Leipzig bei Ludwig Ihmels, Rudolf Kittel und Franz Rendtorff fort. Hier nahm er das Band der Leipziger Universitäts-Sängerschaft zu St. Pauli auf.
Er legte 1919 sein erstes theologisches Examen ab; anschließend besuchte er das Predigerseminar an St. Pauli in Leipzig. Im Oktober 1920 legte das zweite theologische Examen ab. Die Ordination fand am 15. April in der Thomaskirche in Leipzig statt. Seine erste Pfarrstelle fand er in der Friedenskirche in Leipzig-Gohlis als Studentenpfarrer. Im Jahre 1933 enthob der kommissarische Landesbischof Friedrich Coch, der seit 1931 Mitglied der NSDAP war, ihn seines Amtes. Kunze wechselte daraufhin in die hannoversche Landeskirche und trat eine Pfarrstelle an der St.-Nicolai-Kirche in Hannover-Bothfeld an. Sein öffentliches Bekenntnis zur Bekennenden Kirche führten dazu, dass er mehrfach inhaftiert wurde. Starke Spannungen auch in der eigenen Gemeinde, durch bekennende NSDAP-Mitglieder, verminderten nicht seine Meinungsäußerung gegenüber dem Versuch der Gleichschaltung von Lehre und Organisation, wie es die Deutsche Evangelische Kirche umzusetzen versuchte.
Bis zum Jahre 1946 sollte er an der St.-Nicolai-Kirche in Bothfeld bleiben, ab dem 16. Mai 1946 tat er als Stadtsuperintendent von Hannover seinen Dienst bis zu seinem Ruhestand im Jahre 1948. Kurz vorher promovierte er 1947 noch bei Martin Doerne mit einer Arbeit über die gottesdienstliche Schriftlesung.
Einen Neuanfang fand er 1950 als Studiendirektor des Predigerseminars in Preetz (Holstein) südöstlich von Kiel.
Seinem Fachgebiet, der Liturgiewissenschaft, widmete er sich als Redakteur und Herausgeber der Monatsschrift für Gottesdienst und kirchliche Kunst und der Monatsschrift für Pastoraltheologie.
Kunzes Nachlass ist im Landeskirchlichen Archiv in Hannover hinterlegt.

## Schriften (Auswahl)
- Die Sängerschaft zu St. Pauli in Jena 1828–1928. Hundert Jahre einer Idee und ihrer Wirklichkeit. Mit einem Verzeichnis der Mitglieder bearbeitet von Friedrich Mann. Jena 1928.
- als Hrsg.: Theologia crucis. Karfreitags- und Osterpredigten, Dresden 1931.
- Das Kirchenjahr als Lebensordnung, Berlin 1937.
- Gespräch mit Berneuchen, Göttingen 1938.
- Aus der Frühzeit der Kirche Jesu Christi. Ein Gang durch die Apostelgeschichte des Lukas, Göttingen 1938.
- Evangelisches Kirchenbuch für Kriegszeiten. Mit einer Einführung, Göttingen 1939.
- als Hrsg.: Evangelischer Kirchenbau vor neuen Aufgaben. Bericht über die erste Kirchenbautagung in Hannover, Göttingen 1947.
- Die gottesdienstliche Schriftlesung, Band 1. Stand und Aufgaben der Perikopenforschung. Göttingen 1947. (Dissertation Göttingen 1947.)[8]
- Vom kirchlichen Wiederaufbau, Göttingen 1949.
- Lehre, Gottesdienst, Kirchenbau in ihren gegenseitigen Beziehungen, 2 Bde., Göttingen/Berlin 1949/1960.